# Ikoi Hirota
Ikoi Hirota (25 settembre 2003) è una nuotatrice artistica giapponese.

## Palmarès
- Mondiali

Fukuoka 2023: bronzo nel combined

### Coppa del Mondo
- 1 podio:
  - 1 secondo posto (1 nella gara a squadre)